# Медіаграмотність
Ме́діагра́мотність, медійна грамотність (англ. media literacy) — рівень медіакультури, досягнений медіаосвітою, що стосується вміння користуватися інформаційно-комунікативною технікою, виражати себе і спілкуватися за допомогою медіазасобів, свідомо сприймати і критично тлумачити інформацію, відділяти реальність від її віртуальної симуляції — розуміти реальність, сконструйовану медіаджерелами, осмислювати владні стосунки, міфи і типи контролю, які вони культивують. Чинниками медіаграмотності є сукупність знань, навичок та умінь, які дозволяють людям аналізувати, критично оцінювати і створювати повідомлення різних жанрів і форм для різних типів медіа, а також розуміти й аналізувати складні процеси функціонування медіа в суспільстві, та їхній вплив.
Поняття медіаграмотності та медіаосвіти часто змішуються. В США замість терміна «медіаосвіта» (англ. media education) частіше вживається «медіаграмотність» (англ. media literacy). Проте в наукових колах медіаграмотність переважно характеризується саме як результат медіаосвіти.

## Загальна характеристика
Медіаграмотність більшістю дослідників характеризується як результат медіаосвіти. Канадський теоретик медіаосвіти Крістофер Ворсноп визначає медіаграмотність як здатність до експериментування, інтерпретації / аналізу та створення медіатекстів. Американський науковець Роберт К'юбі вважає, що медіаграмотність — це здатність використовувати, аналізувати, оцінювати та передавати повідомлення в різних формах.
Міжнародна енциклопедія соціальних і поведінкових наук описує медіаграмотність як світоглядну позицію, спрямовану на те, щоб людина була активною та грамотною, мала розвинуту здатність не лише до сприйняття, а й створення та аналізу й оцінки медіатекстів, розуміла, що медіа в сучасному світі діють у певних соціокультурних і політичних контекстах, використовує кодові та репрезентаційні системи для зображення світу й суспільства зокрема; життя людини, що поділяє і втілює таку позицію, пов'язується з громадянською відповідальністю.
Російський вчений Олександр Федоров схилявся до думки, що медіаграмотність допомагає здобувачам освіти спілкуватися з медіа під критичним кутом зору, розумінням значущості медіа в їхньому житті. З огляду на це, медіаграмотний учень чи студент це той, котрий здатний критично та усвідомлено оцінювати медіатексти, підтримувати критичну дистанцію щодо популярної культури та чинити спротив маніпуляціям. Американські дослідники медіа Патрисія Ауфдергайд та Чарльз Файрстоун визначали медіаграмотність як рух, мета якого полягає в допомозі як розуміти, так і створювати та оцінювати культурну значущість аудіовізуальних і друкованих текстів.
Російська дослідниця Сніжана Носова вважає, що необхідність медіаграмотності обумовлена невідповідністю споживацьких цінностей, що транслюються популярною культурою, традиційним людським цінностям, а тому полягає в розумінні яким чином медіа, що зацікавлені у просуванні визначених товарів та ідей, можуть маніпулювати фактами. Згідно з американським дослідником Джеймсом Брауном, традиційно медіаграмотність давала людині змогу аналізувати та оцінювати літературні твори і створювати якісні тексти; в другій половині ХХ ст. вона трансформувалась у здатність компетентно аналізувати та вміло оцінювати й використовувати друковані форми комунікації, кіно, радіо- та телепрограми, а також інтернет.

## Трактування змісту медіаграмотності
Згідно з опитуванням Олександра Федорова, результати якого опублікувала в 2003 році ЮНЕСКО, медіаграмотність трактується експертами в цій галузі в трьох головних аспектах:
- Світоглядна позиція, спрямована на те, щоб людина була активною та медіаграмотною, великою мірою здатною до сприйняття, створення, аналізу й оцінки медіатекстів, розуміла соціокультурний та політичний контекст функціонування медіа у сучасному світі, розуміла кодові та репрезентаційні системи, використовувані медіа; а життя такої людини у суспільстві та світі пов'язане з громадянською відповідальністю. Відповідає характеристиці, даній Міжнародною енциклопедією соціальних і поведінкових наук. Її підтримують 57,69 % голосів.
- Рух, який має допомогти людям розуміти, створювати і оцінювати культурну значущість аудіовізуальних та друкованих текстів. Медіаграмотний індивідум, яким повинна мати можливість стати кожна людина, здатен аналізувати, оцінювати і створювати друковані та електроні медіатексти. Відповідає характеристиці Патрисії Ауфдергайд та Чарльза Файрстоуна. Її підтримують 61,54 % голосів.
- Здатність використовувати, аналізувати, оцінювати і передавати повідомлення у різних формах. Відповідає характеристиці Роберта К'юбі. Її підтримують 46,15 % голосів[8].

Теорія медіаграмотності передусім (за згодою понад 50 % експертів) належить до теорії розвитку критичного мислення / критичної автономії / демократичного мислення; а також трактується як культурологічна теорія, соціокультурна теорія і семіотична теорія. Більшість експертів вважають найприйнятнішим синтетичний шлях медіаосвіти, що веде до медіаграмотності через інтеграцію медіаосвіти в обов'язкові дисципліни шкіл і ВУЗ'ів з автономними спецкурсами, факультативами або гуртками.